# Кал (музичка група)
Кал је музичка група из Србије основана 1996. године у Ваљеву. Кал значи „црно“ на ромском.
Група је постала популарна у Србији и широм света 2006. када је издала свој први албум. Музика се може описати као традиционална балканска ромска музика са елементима танга те турске, блискоисточне и чак јамајканске музике.
Кал је марта 2013. са песмом Кадифа усне учествовао на такмичењу Беосонг 2013.

## Чланови
- Драган Ристић - вокал, гитара
- Александра Вељковић-вокал
- Раде Арсеновић - хармоника
- Милорад Јевремовић - виолина, вокал
- Марко Ћурчић - бас
- Душан Гњидић – бубњеви

## Дискографија

### Компилације
- Виолета & Кал: Будва '97 (1997, Комуна, Београд)
- Balkan Ambience (1998, Marko's music, Бугарска)
- World Rhythms (1998, United One Records, Немачка)
- A zenne unnepe (2000, France Cultural Institute)
- Романо суно (2003, Б92)
- Serbia Sounds Global 3 (2003, Б92)

### Албуми
- Кал (2006, Б92/у иностранству )
- Радио романиста (2009, Б92/у иностранству )